# Continuum (TV-serie)
Continuum är en kanadensisk TV-serie, som började sändas den 27 maj 2012 i Kanada på TV-kanalen Showcase och i USA den 14 januari 2013 på TV-kanalen SyFy. Serien är skapad av Simon Barry, och medverkande skådespelare är Rachel Nichols, Victor Webster och Erik Knudsen. Serien rör sig kring en konflikt mellan en grupp militanta rebeller från år 2077, vilka gör en tidsresa till Vancouver 2012 och en kvinnlig polis, som råkar följa med dem dit. 

## Handling
En grupp dödsdömda fångar lyckas fly från sina straff, år 2077. CPS-polisen Kiera Cameron försöker hindra flykten och vaknar upp i en värld, som för henne är totalt okänd. Hon har tillsammans med fångarna rest tillbaka i tiden och hamnat i år 2012. Trots att detta är många år tidigare än planerat, beslutar Liber8-rebellerna fortsätta sin våldsamma kamp att stoppa framtidens storföretag från att ersätta regeringar. Kiera försöker stoppa dem utan att för någon, med undantag av ett hjälpsamt data-snille, Alec Sadler, röja att hon och rebellerna är från framtiden. På okänd mark måste Kiera försöka finna en väg hem men samtidigt stoppa de förrymda fångarna, innan de skadar andra och lyckas ändra på framtiden.

### Tidsresandet
Genom hela serien är tidsresande i fokus och ett flertal teorier föreslås om dess fysik och effekt på den händelsernas tidslinje, som leder från 2012 till 2077.
Alec antar i sina diskussioner med Kiera att hans framtida själv mindes sina förflutna tankeutbyten med henne. Dessa skulle kunna ha inspirerat honom att komma på hans egen cybernetiska teknik utifrån hennes futuristiska implantat och utrustning och leda fram till en "tidsslinga", genom vilken förutsättningar 2077 inte kan förändras. I annat fall menar Alec och Kiera att hennes och Liber8:s närvaro i det förflutna redan kan ha förändrat tidslinjen och skapat en separat händelsekedja, och att världens tillstånd år 2077 inte längre är bestämt.
Belägg för varje möjlighet presenteras under seriens gång. Vid den första säsongens final, Endtimes, avslöjas att den äldre Alec Sadler hade iscensatt tidsskuttet som sände Kiera och Liber8-gänget bakåt i tiden och att han visste exakt vad som skulle hända 2012.

## Rollista
- Rachel Nichols - Kiera Cameron

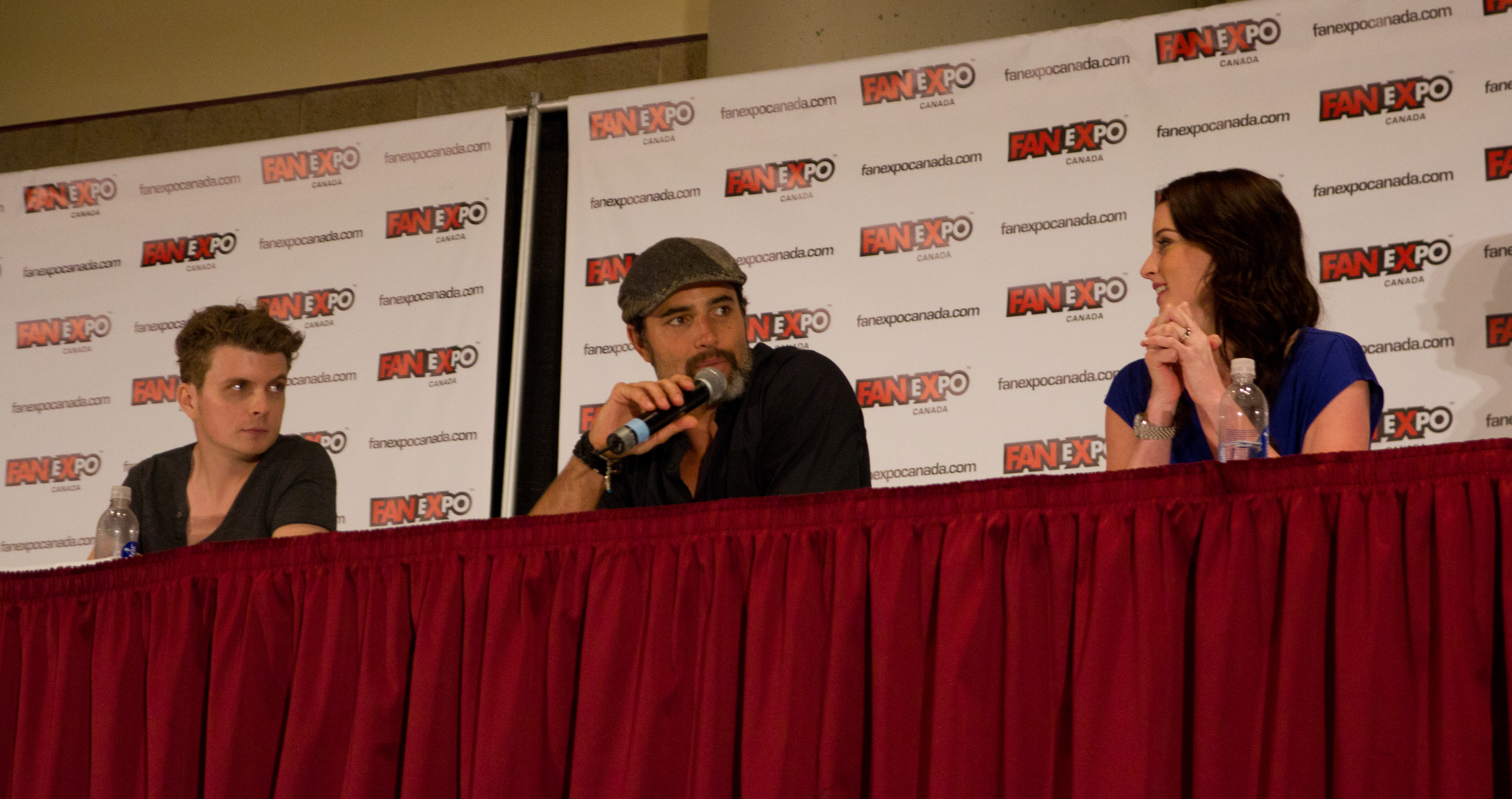
Från vänster: Erik Knudsen, Victor Webster och Rachel Nichols

- Victor Webster - Vancouver Police Department Detective Carlos Fonnegra
- Erik Knudsen - Alec Sadler
- Stephen Lobo - Matthew Kellog
- Tony Amendola - Edouard Kagame
- Roger Cross - Travis Verta
- Lexa Doig - Sonya Valentine
- Omari Newton - Lucas Ingram
- Luvia Petersen - Jasmine Garza
- Jennifer Spence - Vancouver Police Department Detective Betty Robertson
- Brian Markinson - Vancouver Police Department Inspector Dillon
- Richard Harmon - Julian Randol
- Nicholas Lea - Canadian Security Intelligence Service (CSIS) Agent Gardiner
- Tahmoh Penikett - Jim Martin
- Magda Apanowicz - Emily, Alecs flickvän